# Ralph Burns
Ralph Burns fue un pianista, compositor, arreglista y director de orquesta de jazz norteamericano, nacido en Newton, Massachusetts, el 29 de junio de 1922. Falleció el 21 de noviembre de 2001, en Los Ángeles, California.
Sus primeros trabajos fueron con las bandas de Charlie Barnet y Red Norvo, antes de incorporarse a la big band de Woody Herman (1944) como pianista y arreglista, siendo uno de los artífices de su típico sonido four brothers. A partir de 1955, Burns se dedica casi en exclusiva a componer para el cine y la televisión, aunque aún mantiene una banda propia y colabora ocasionalmente con Herman.
Su forma de componer y arreglar para bandas de jazz, muy influenciada por el estilo de Herman, facilitan el paso del swing al West Coast jazz. Uno de sus temas más conocidos, "Cool cat on a hot tin roof" es un paradigma de ello.

## Bandas sonoras
Entre su abundante trabajo para el cine, destacan las siguientes bandas sonoras:
- Lenny, (1974) de Bob Fosse.
- Los Aventureros del Lucky Lady, (1975) de Stanley Donen.
- Movie Movie, 1976, de Stanley Donen.
- New York, New York, 1977, de Martin Scorsese.
- All That Jazz, 1979, de Bob Fose.
- La otra función, (1981 - Side Show), de William Conrad.
- Annie, (1982) de John Huston.
- Kiss Me Goodbye, 1982, de Robert Mulligan.
- Mi año favorito, (1982) de Richard Benjamin.
- Star 80, (1983) de Bob Fosse.
- Las Vacaciones de una chiflada familia americana (1983) de Harold Ramis.
- Los Muppets conquistan Manhattan, (1984 - The Muppets Take Manhattan) de Frank Oz.
- Amazing Stories, 1985, de Lesli Linka Glatter.
- Perfect (1985) de James Bridges.
- Loca academia de conductores (1985) de Neal Israel.
- The Christmas Star, 1986, de Alan Shapiro.
- Ellas los prefieren jóvenes, (1987 - In the mood) de Phil Alden Robinson.
- Todos los perros van al cielo, (1989) de Don Bluth.

## Premios y distinciones
Premios Óscar
| Año  | Categoría                   | Película      | Resultado |
| ---- | --------------------------- | ------------- | --------- |
| 1973 | Mejor orquestación          | Cabaret       | Ganador   |
| 1980 | Mejor orquestación          | All That Jazz | Ganador   |
| 1983 | Mejor banda sonora adaptada | Annie         | Nominado  |

## Vida personal
Burns escondió cuidadosamente su homosexualidad a lo largo de su vida.